# 自己目的化
自己目的化（じこもくてきか、英: activity trap）とは、ある目的のためにたてた「目標（値）、達成のための手段、あるいは具体的な行動など」が、いつの間にか「目的」にすり代わり（そして概ね、本来の目的は忘れられ）あるいは逆効果の、目的に反する事態に陥ること。

## 例
1. 健康増進を目的として、スポーツ、トレーニングを始めたが、過度に高い目標を設定したり、高強度のトレーニングに夢中になり、体を壊してしまった（スポーツ、あるいは目標が「自己目的化」した）。
2. 腐敗した社会、政治を良くしたい。その目的達成のためには自分が政治家になるべきだと考え、選挙に立候補した。しかし苦戦、何が何でも当選するためには手段を選ばず、と選挙違反をしてしまった（社会、政治を良くするという目的に反して、選挙に当選し政治家になるという手段が自己目的化し、結局政治の腐敗を上塗りした）。